# U-618
| U-618                      | U-618                                                          | U-618                                                          |
| -------------------------- | -------------------------------------------------------------- | -------------------------------------------------------------- |
|                            |                                                                |                                                                |
|                            |                                                                |                                                                |
|                            |                                                                |                                                                |
| Під прапором               | Третій рейх                                                    | Третій рейх                                                    |
| Спуск на воду              | 20 лютого 1941 року                                            | 20 лютого 1941 року                                            |
| Виведений зі складу флоту  | 14 серпня 1944 року                                            | 14 серпня 1944 року                                            |
| Сучасний статус            | затоплений                                                     | затоплений                                                     |
| Проєкт                     |                                                                |                                                                |
| Тип ПЧ                     | Торпедний ДПЧ                                                  | Торпедний ДПЧ                                                  |
| Основні характеристики     |                                                                |                                                                |
| Швидкість (надводна)       | 17,7 вузлів                                                    | 17,7 вузлів                                                    |
| Швидкість (підводна)       | 7,6 вузлів                                                     | 7,6 вузлів                                                     |
| Робоча глибина занурення   | 100 м                                                          | 100 м                                                          |
| Гранична глибина занурення | 220 м                                                          | 220 м                                                          |
| Екіпаж                     | 44 осіб                                                        | 44 осіб                                                        |
| Розміри                    |                                                                |                                                                |
| Довжина найбільша (по КВЛ) | 67,1 м                                                         | 67,1 м                                                         |
| Ширина корпусу найб.       | 6,2 м                                                          | 6,2 м                                                          |
| Висота                     | 9,6 м                                                          | 9,6 м                                                          |
| Середня осадка (по КВЛ)    | 4,70 м                                                         | 4,70 м                                                         |
| Водотоннажність надводна   | 769 т                                                          | 769 т                                                          |
| Озброєння                  |                                                                |                                                                |
| Артилерія                  | одна палубна гармата калібру 88-мм, одна 20-мм зенітна гармата | одна палубна гармата калібру 88-мм, одна 20-мм зенітна гармата |
| Торпедно- мінне озброєння  | 4 носових і один кормовий ТА. 14 торпед або 26 мін             | 4 носових і один кормовий ТА. 14 торпед або 26 мін             |

U-618 — німецький підводний човен типу VIIC, часів  Другої світової війни.
Замовлення на будівництво човна було віддане 15 серпня 1940 року. Човен був закладений на верфі суднобудівної компанії «Blohm + Voss» у Гамбурзі 29 травня 1941 року під будівельним номером 594, спущений на воду 20 лютого 1942 року, 16 квітня 1942 року увійшов до складу 5-ї флотилії. Також за час служби перебував у складі 7-ї флотилії.
Човен зробив 10 бойових походів, в яких потопив 3 судна.
Потоплений 14 серпня 1944 року у Біскайській затоці південно-західніше Лор'яну (47°22′ пн. ш. 04°39′ зх. д. / 47.367° пн. ш. 4.650° зх. д.) глибинними бомбами британських фрегатів «Дакворт», «Ессінгтон» та літака «Ліберейтор». Всі 61 член екіпажу загинули.

## Командири
- Капітан-лейтенант Курт Баберг (16 квітня 1942 — 15 квітня 1944)
- Оберлейтенант-цур-зее Еріх Фауст (16 квітня — 14 серпня 1944)

## Потоплені та пошкоджені кораблі[3]
| Назва           | Тип            | Належність      | Дата           | Тоннаж (БРТ) | Вантаж                      | Статус    | Місце                                                       |
| Empire Mersey   | вантажне судно | Велика Британія | 14 жовтня 1942 | 5 791        | 8 400 т державного вантажу  | потоплено | 54°00′ пн. ш. 40°15′ зх. д. / 54.000° пн. ш. 40.250° зх. д. |
| Angelina        | вантажне судно | США             | 18 жовтня 1942 | 4 772        | 1 500 т піску як баласту    | потоплено | 49°39′ пн. ш. 30°20′ зх. д. / 49.650° пн. ш. 30.333° зх. д. |
| Empire Kohinoor | вантажне судно | Велика Британія | 2 липня 1943   | 5 225        | 6000 т генеральних вантажів | потоплено | 06°20′ пн. ш. 16°30′ зх. д. / 6.333° пн. ш. 16.500° зх. д.  |